# Cochem
Cochem er en tysk by beliggende ved floden Mosel i delstaten Rheinland-Pfalz. Byen har cirka 5.300 indbyggere.
Cochem har traditionelt været karakteriseret ved vindyrkning og turisme, men i dag er flertallet af indbyggerne beskæftiget i andre brancher. Byens kendetegn er Reichsburg Cochem (Cochems kejserlige slot).